# Новозеландский ремнезуб
Новозеландский ремнезуб (лат. Mesoplodon bowdoini) — вид китообразных семейства клюворыловых (Ziphiidae). Известен по двум экземплярам взрослых самцов, найденных на Новой Зеландии. Видовое латинское название дано в честь Джорджа Саливана Боудина (1833—1913), попечителя американского музея естественной истории.

## Описание
Новозеландский ремнезуб достигает длины до 4,7 м и веса до 1,5 т. Окрас тела сине-чёрный. Рострум в основном белый. В его основании две пары предглазничных выемок. Зубы по форме напоминают треугольник. Плавники очень маленькие, спинной плавник расположен, как у всех клюворылых, относительно далеко сзади.

## Распространение
Новозеландский ремнезуб обитает в водах Новой Зеландии и юга Австралии.